# 11. dzielnica Paryża

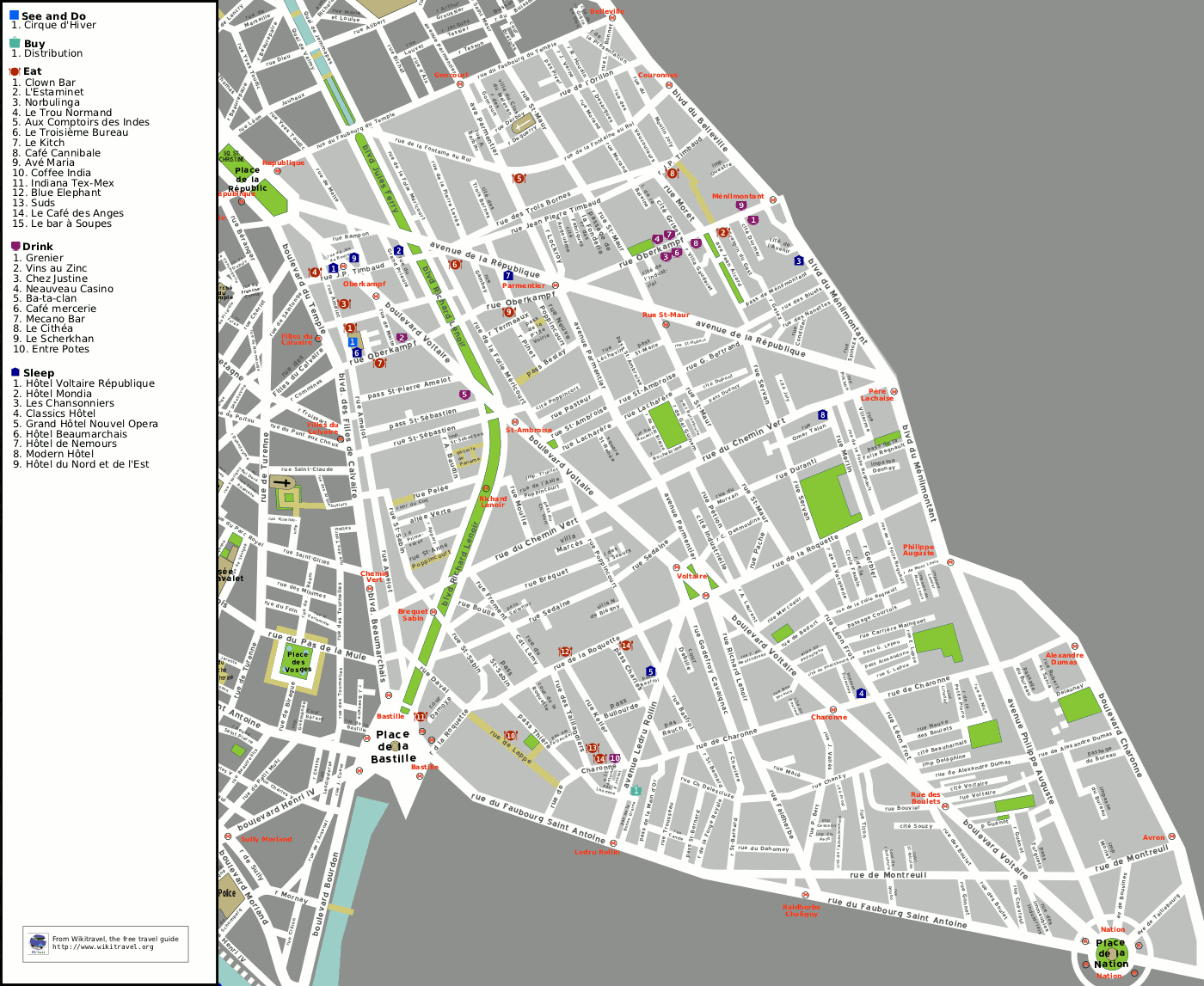
Plan jedenastej dzielnicy Paryża

11. dzielnica Paryża (fr. 11e arrondissement de Paris) – jedna z dwudziestu dzielnic (arrondissement) Paryża, położona na prawym brzegu Sekwany. Zajmuje 367 ha powierzchni, a zamieszkiwało ją w 1999 roku 141,1 tys. mieszkańców. Jest to najgęściej zaludniona dzielnica Paryża (40,6 tys. mieszk./km²).
Dzielnica 11. dzieli się na cztery mniejsze dzielnice (quartier):
- Quartier de la Folie-Méricourt
- Quartier Saint-Ambroise
- Quartier de la Roquette
- Quartier Sainte-Marguerite

## Ważniejsze miejsca i obiekty w 11. dzielnicy
- Cirque d'hiver
- Kościół Saint Ambroise
- Kościół Sainte Marguerite
- Plac Bastylii
- Place de la Nation
- Place de la République
- ESCP Europe
- Musée Edith Piaf
- Musée du Fumeur

## Zmiany ludności
| Rok  | Ludność | Gęstość zaludn. (mieszk./km²) |
| ---- | ------- | ----------------------------- |
| 1911 | 242 295 | 66 092                        |
| 1962 | 193 349 | 52 741                        |
| 1968 | 179 727 | 49 025                        |
| 1975 | 159 317 | 43 458                        |
| 1982 | 146 931 | 40 079                        |
| 1990 | 154 165 | 42 053                        |
| 1999 | 149 102 | 40 672                        |

## Galeria zdjęć

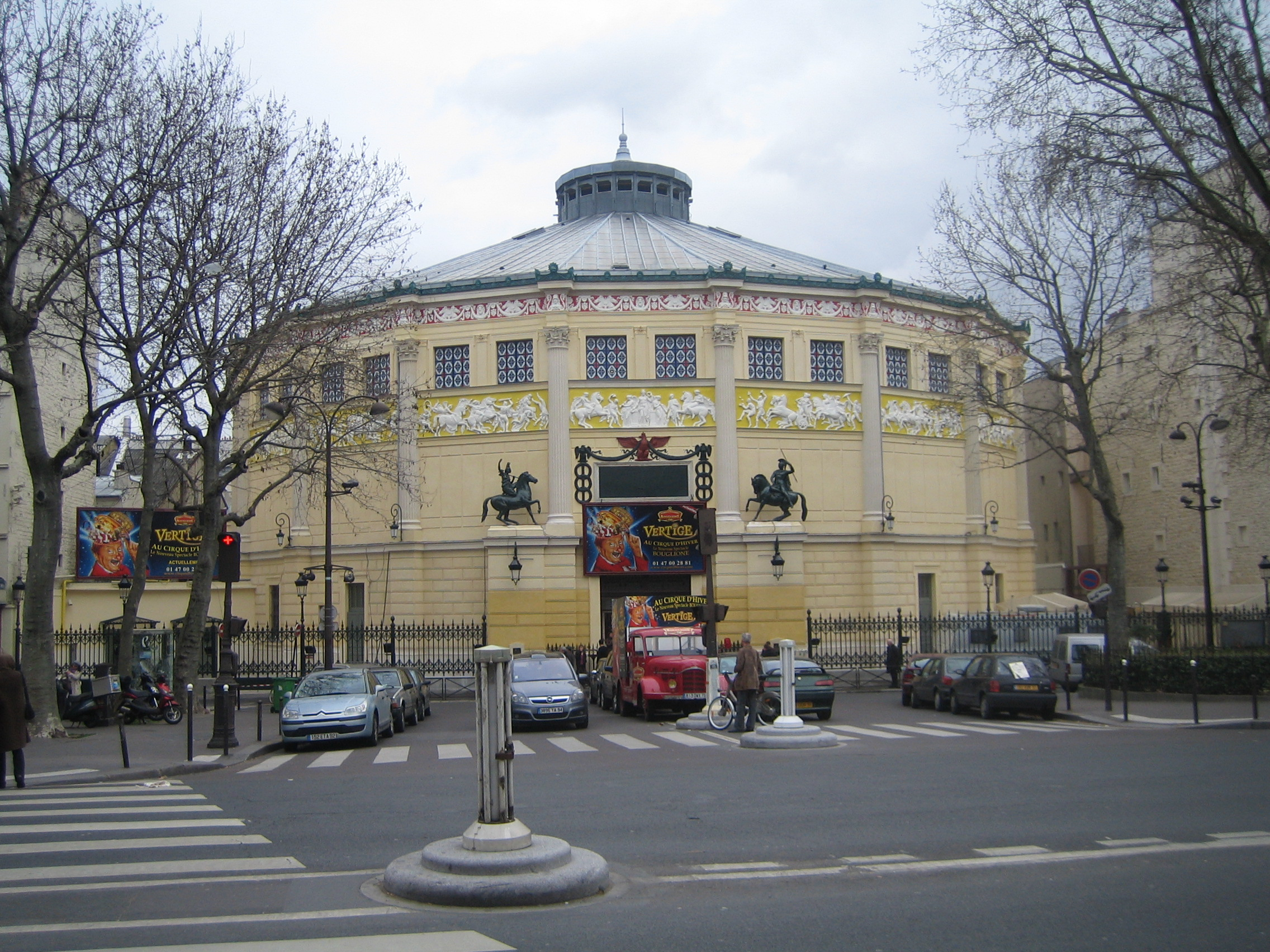
Cirque d'hiver
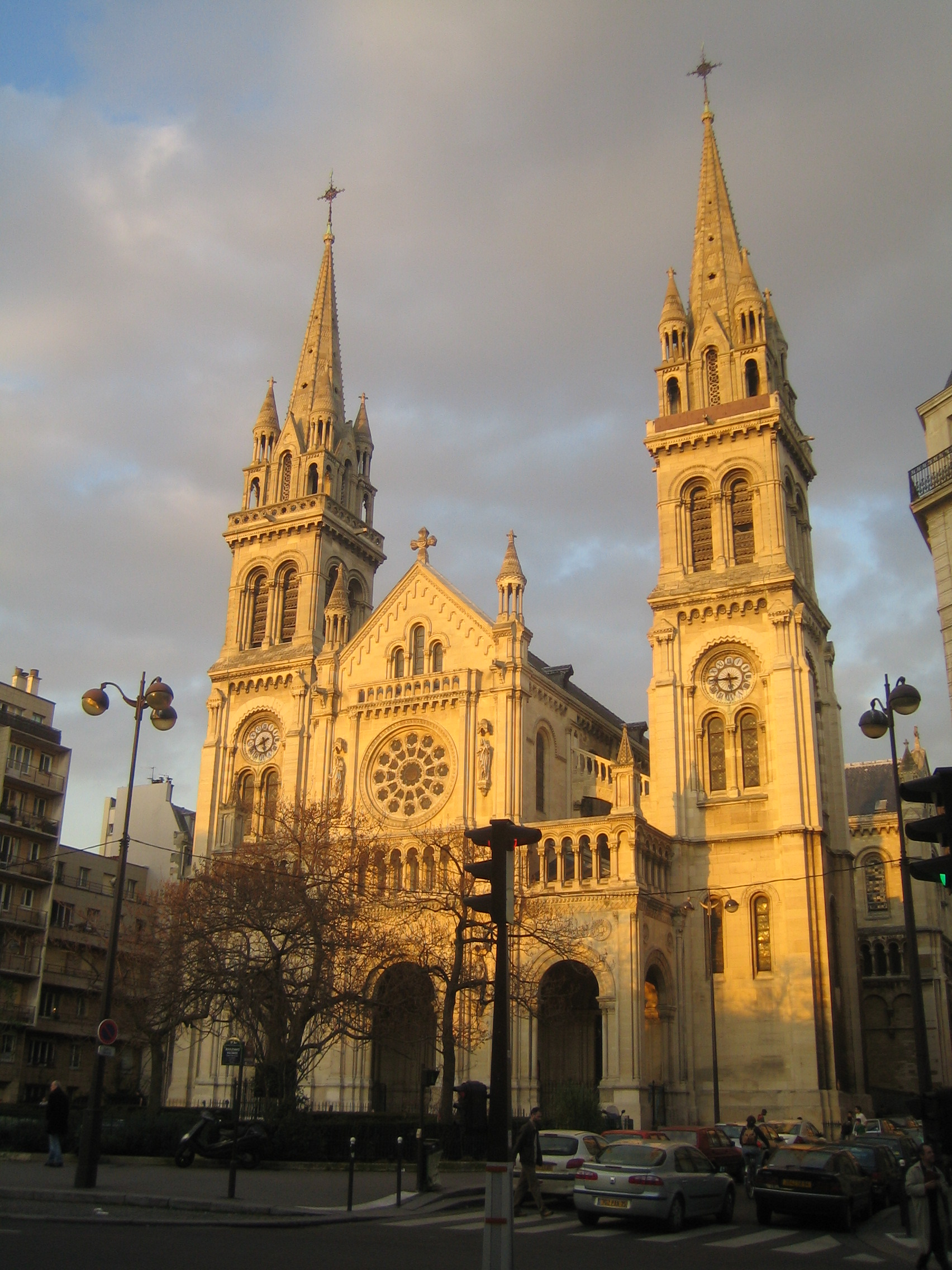
Kościół Saint Ambroise
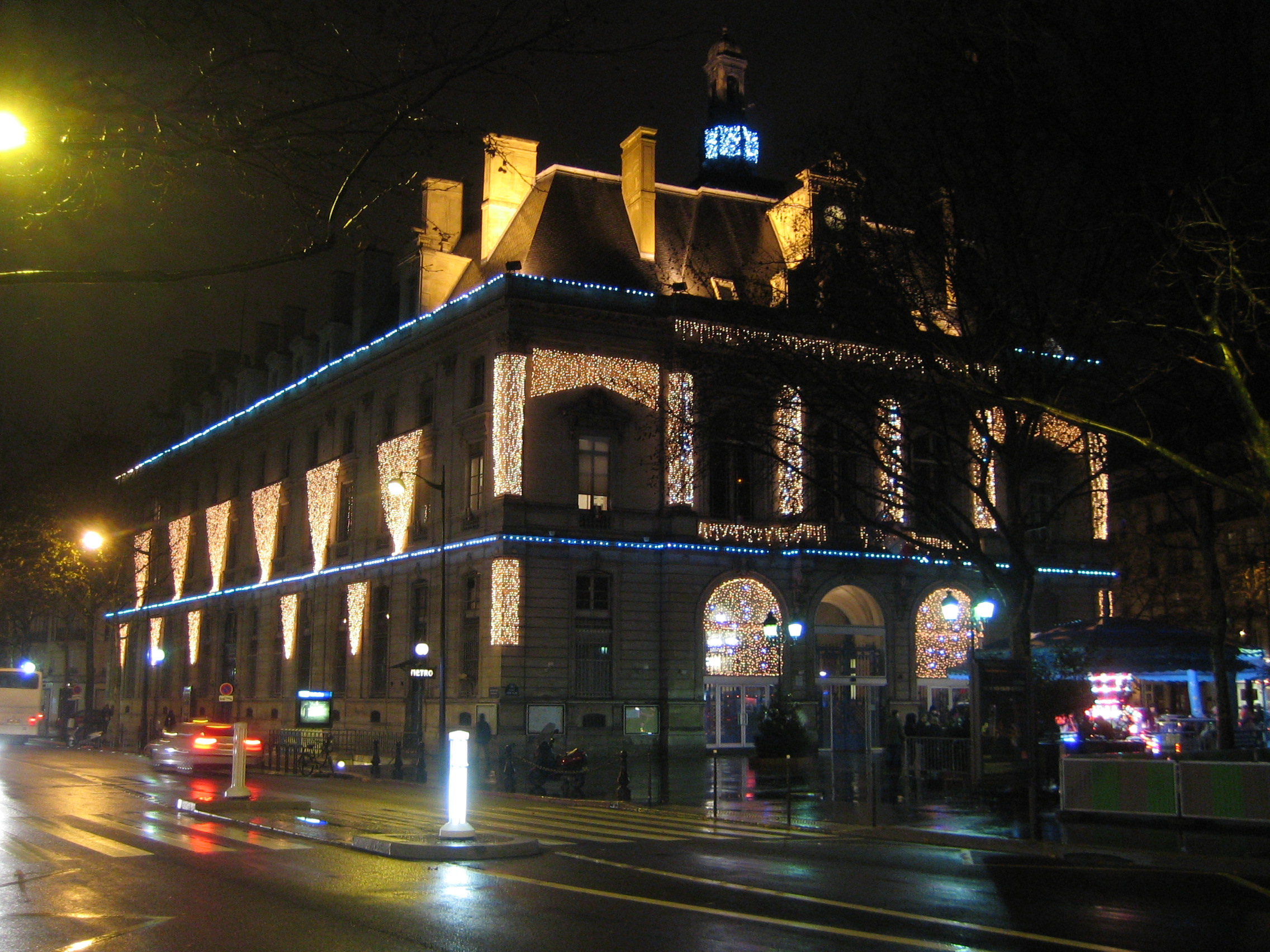
Siedziba merostwa 11. dzielnicy
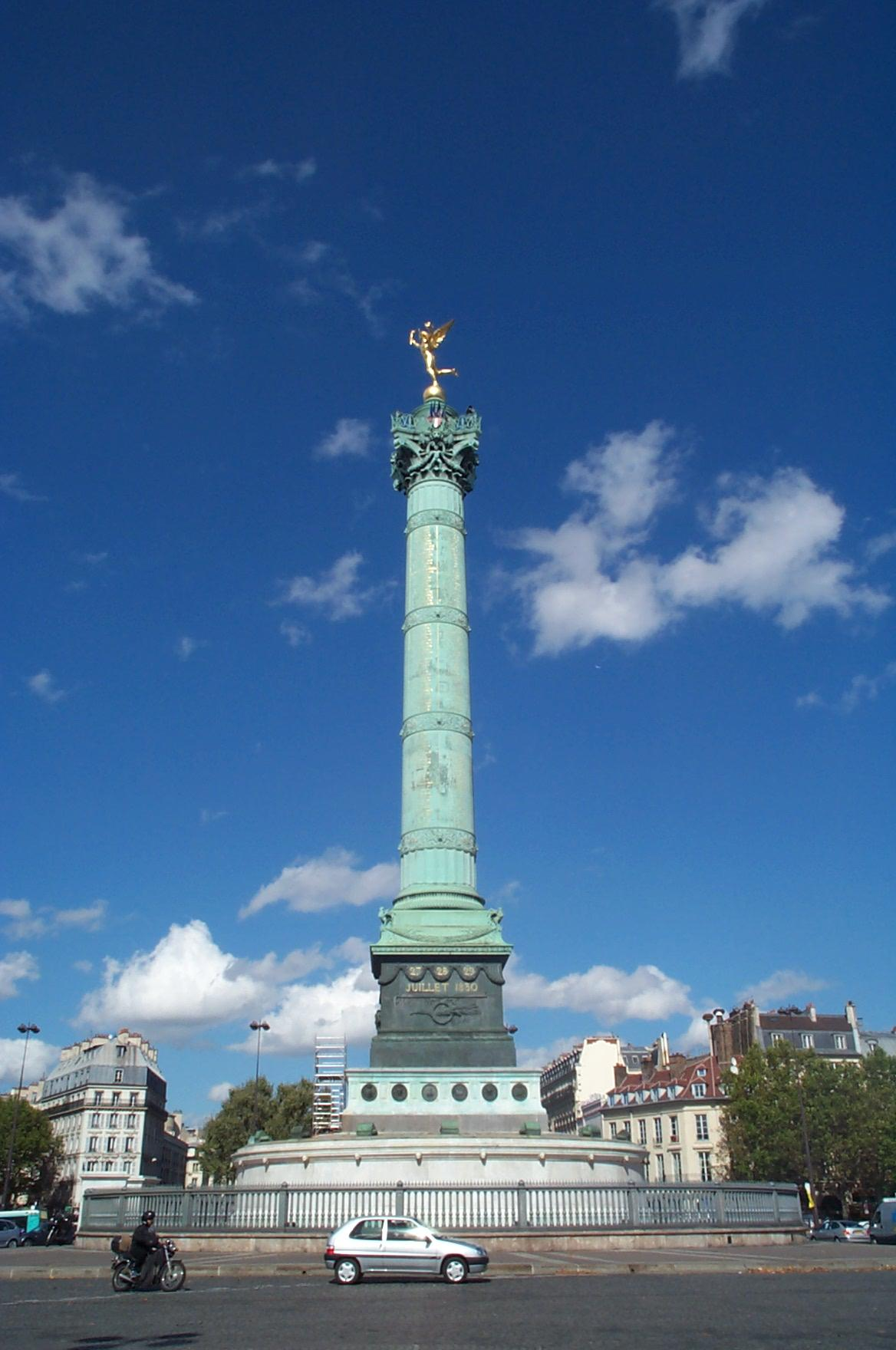
Plac Bastylii